# Pneumaturie

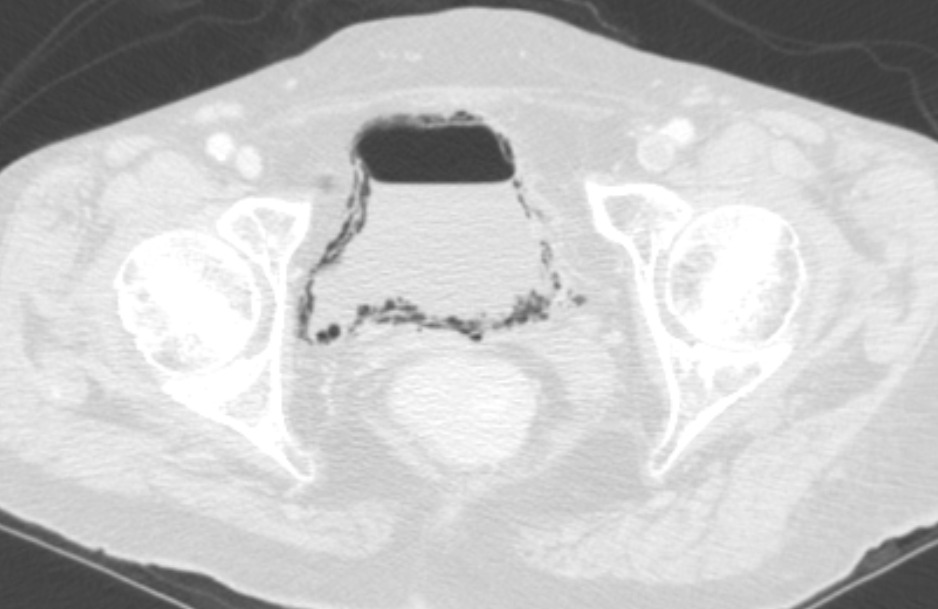
Cystite compliquée d'un emphysème

La pneumaturie désigne la présence d’air dans l’urine, ce qui est toujours anormal.
La principale cause de pneumaturie est la présence d’une fistule uro-digestive (souvent retrouvée lors d'une diverticulite du sigmoïde).